# Я все пам'ятаю, Річарде
«Я все пам'ятаю, Річарде» (латис. «Es visu atceros, Ričard!») — радянський художній фільм режисера Роланда Калниньша, знятий за сценарієм Віктора Лоренца на Ризькій кіностудії в 1966 році. Прем'єра відбулася 24 квітня 1967 року в Москві.

## Сюжет
Фільм, в основу сюжету якого покладено справжня доля латиського сценариста Віктора Лоренца, показує три періоди в житті країни: довоєнний, в якому ми знайомимося з головними героями; фронт, з тяготами військових буднів, і мирне життя середини 1960-х років.
Троє друзів — Яніс, Зігіс і Річард — мобілізовані в Латвійський легіон під час Другої світової війни. Їх направляють на передову в район Волховських боліт на Ленінградському фронті. Зігіса вбивають при спробі втекти в розташування Червоної Армії. Яніс після війни живе в радянській Латвії і приймає нову владу. Йому важливо знати про долю Річарда і він намагається навести хоч якісь довідки. Відповідь одна — Річард пропав і про його долю нічого невідомо.
Через двадцять років друзі несподівано зустрічаються. Річард прибув в країну з-за кордону з секретною місією, він агент однієї із західних спецслужб, ворожих радянській системі. На фронті, рятуючи друга Зігіса, він замість нього виконав наказ розстріляти полоненого червоноармійця-латиша. Далі, за сюжетом, він разом з частинами Легіону був відправлений до Німеччини, там його завербували і заслали в Латвію підірвати пам'ятник латиським воїнам на Братському кладовищі. У фіналі він вбиває друго Яніса і розуміє, що втратив все — дружину, друга і батьківщину. Секретна місія Річарда викрита, він заарештований.

## У ролях
- Едуардс Павулс — Річард Зандерс
- Антра Лієдскалниня — Антра
- Харій Лієпіньш — Яніс Калниньш
- Паул Буткевич — Зігіс Пурмаліс
- Улдіс Пуцитіс — Альфонс
- Юріс Плявіньш — лейтенант
- Германіс Ваздікс — батько Яніса
- Астріда Вецвагаре — мати Яніса
- Бронюс Бабкаускас — Якумс
- Едуардс Платайскалнс — старий сержант
- Едгарс Муценієкс — Гунарс
- Евалдс Валтерс — епізод
- Імантс Скрастіньш — епізод

## Знімальна група
- Режисер: Роланд Калниньш
- Автор сценарію: Віктор Лоренц
- Оператор: Мікс Звірбуліс
- Художник: Гунарс Балодіс
- Композитор: Людгард Гедравічус